# Thymus elisabethae
Thymus elisabethae — вид рослин родини глухокропивові (Lamiaceae), ендемік пн.-зх. Кавказу (Росія).

## Поширення
Ендемік пн.-зх. Кавказу (Росія). Населяє гірсько-степовий пояс.